# Kongresové centrum Praha
Kongresové centrum Praha (zkratka KCP; původně Palác kultury, v dobové zkratce nazývaný „Pakul“, lidmi přezdívaný „Lidojem“ a „Moby Dick“ nebo „briketa“) je rozsáhlá neofunkcionalistická budova v Praze 4-Nuslích. Nachází se na adrese 5. května 1640/65, poblíž stanice linky metra C Vyšehrad.
I díky Kongresovému centru se Praha stala v roce 2017 osmou nejpopulárnější konferenční destinací světa a v roce 2022 se dostala do TOP 5 nejlepších míst světa pro setkávání dle asociace International Congress and Convention Association (ICCA).

## Poloha a popis
Budova se nachází na hraně Nuselského údolí a Pankrácké pláně mezi Nuselským mostem a Pankráckým náměstím u zmíněné stanice metra C Vyšehrad. Tato poloha umožňuje velkolepý výhled na část Nuselského údolí a panorama Prahy.
Jedná se o největší kongresové centrum v Česku. K budově přiléhá také hotel Holiday Inn, Business Centrum Vyšehrad. Hlavním majitelem je v současnosti Česká republika s podílem 55 % a dále Hlavní město Praha s podílem 45 %.
Podlahová plocha objektu má rozlohu 35 000 m2
K dispozici je až 70 různě velkých sálů s kapacitou celkem 9300 osob; největší z nich, Kongresový sál (též Velký sál), pojme 2 764 lidí. Malý sál má kapacitu 440 osob. Dále zde byla postavena restaurace s kapacitou 1700 osob, pro jednání předsednický salonek (dnes Jednací sál II), který je dochován v původní podobě a dále prezidentský salonek (Jednací sál I). 
Akustika Kongresového sálu patří podle odborníků k nejlepším na světě (13. v pořadí). Běžně se zde konají koncerty, plesy, zasedání a další kulturní události. Velké varhany v Kongresovém sále byly v letech 1989 až 1999 využívány pro pořádání pravidelných dopoledních nedělních varhanních matiné. 
Na střeše kongresového centra je umístěna solární elektrárna s rozlohou 7000 m2. Se svým instalovaným výkonem 936 kWp má pokrýt až 10 % spotřeby elektrické energie kongresového centra.

### Umělecká díla

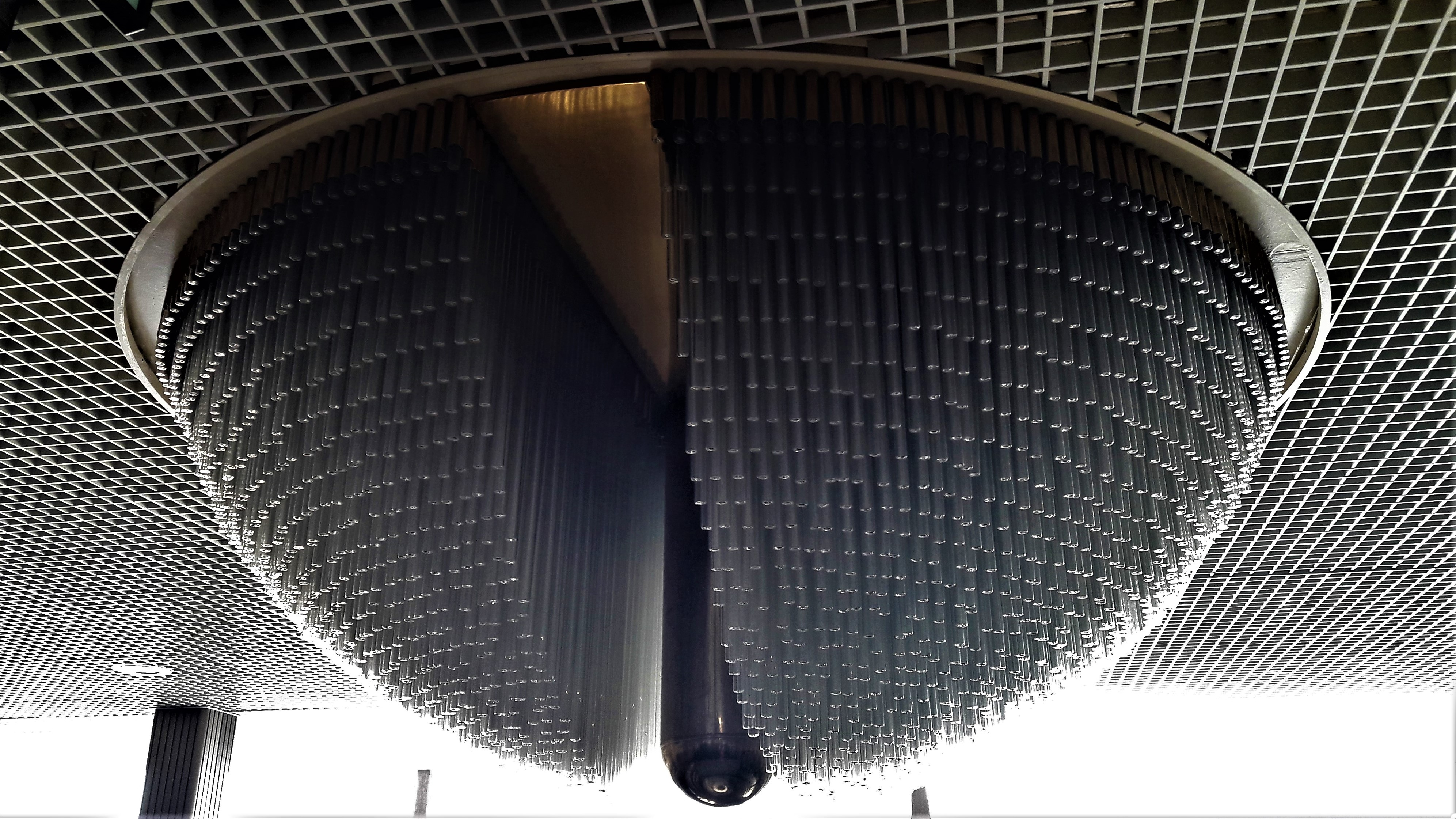
Detail osvětlovacího tělesa.

Uvnitř objektu se nachází řada uměleckých děl ať už malířů, sklářů nebo jiných umělců. Celkem jich jsou zhruba dvě stovky.
Je zde např. skleněná plastika Strom a další od Stanislava Libenského a Jaroslavy Brychtové, stejní autoři, kteří připravili skleněný plášť budovy Nové scény Národního divadla. Umělecky pojaté jsou i lustry, např. Slunce od Vladimíra Procházky apod. Nachází se zde také reliéf Mírová slavnost od Kláry Patakiové.
Dále se zde nachází ručně tkané gobelíny, tapiserie stěny jsou obložené dekorativními kameny apod. Jsou zde i pro svoji dobu typické mozaiky z keramických dlaždic. Nápadná jsou rovněž pásová okna a kouřová barva skel.
Pro palác byl připraven rovněž i designový nábytek. 

## Dějiny

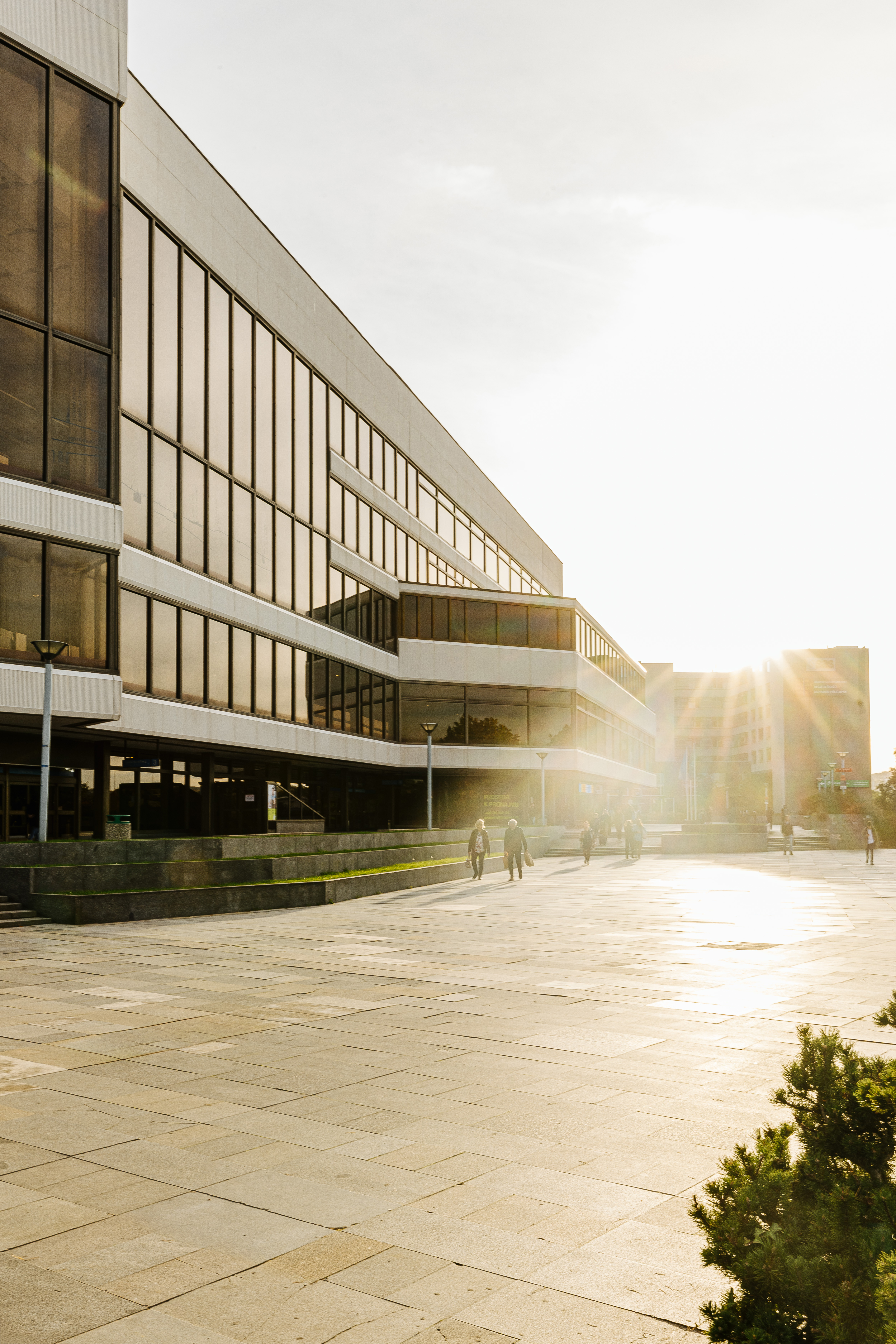
Typická prosklená fasáda budovy

### Budova vdobě Československa
Již Územní plán Prahy z roku 1971 předpokládal, že na jižní hraně Pankrácké pláně vznikne při Severojižní magistrále centrum služeb. K tomu lokalitu předurčovalo vynikající dopravní spojení (dálnice, metro a případné zaústění dalších komunikací ZÁKOSu, např. druhého vyšehradského tunelu. 
Projektová příprava budovy byla vypracována ve Vojenském projektovém útvaru na Praze 6, za vedení inženýra architekta Vladimíra Conka, CSc.[zdroj?] Výběr projektu byl nesnadný. V prvním kole soutěže, která byla vypsána již v roce 1972, návrh VPÚ vybrán nebyl a výběrová komise dala přednost projektu, který vypracoval Projektový ústav hlavního města Prahy. V dalších kolech byl projekt VPÚ přepracováván, nakonec odstoupil předseda výběrové komise. Návrh VPÚ byl nakonec odmítnut s odůvodněním, že je z hmotového hlediska příliš masivní, ačkoliv bylo poznamenáno, že vhodným způsobem dotváří panorama města. Další z komplikací soutěže byla původně zamýšlená cena ve výši 1,2 miliardy Kčs, kterou nedokázal nikdo z přihlášených dodržet a vybraný projekt nakonec byl uskutečněna za sumu dvojnásobnou.
Realizovaný návrh vznikl s významným přihlédnutím (dle kritiků se jedná o prostou kopii) kongresového centra v Hamburku. Jeho architekty byli Jaroslav Mayer a Antonín Vaněk.
Československá vláda rozhodla o výstavbě objektu dle předloženého projektu v únoru roku 1975.
Výstavba budovy byla zahájena v roce 1976 na místě hřiště Nuselského SK a dokončena roku 1981. Nosné ocelové konstrukce budovy  byly vyrobeny v letech 1975 až 1979 v provoze MOSTÁRNA, v tehdejším státním podniku Vítkovické železárny Klementa Gottwalda v Ostravě. Panely pro výstavbu dodávala Prefa Přeštice, která se nachází nedaleko Plzně. Po několika změnách byl v závěrečné fázi pověřen vedením výstavby doc. ing. Josef Šnejdar, CSc., který za její včasné dokončení obdržel Řád práce. V závěru roku 1980 byl uskutečněn zkušební provoz sjezdového paláce.
Při zahájení stavby bylo o budově referováno jako o Sjezdovém paláci, neboť byla určena též pro konání stranických sjezdů, které KSČ do té doby pořádala v přejmenovaném Průmyslovém paláci v tehdejším Parku kultury a oddechu Julia Fučíka (nyní Výstaviště Praha). 
V souvislosti s výstavbou Paláce kultury bylo rozhodnuto u Národního divadla přepracovat původní projekt Nové scény tak, aby z něj byl odstraněn velký společenský sál, neboť se předpokládalo, že akce tohoto charakteru se budou moci konat právě v novém sjezdovém paláci. Vzhledem k povinnosti tehdejších projektantů investovat určité procento z celkové ceny na umělecká díla byl pořízen pro objekt jejich nemalý počet.
Teprve od počátku roku 1981 byla budova známa pod názvem Palác kultury. Budova přiléhala k veřejnému prostranství s brutalistní dekorativní zdí u stanice metra Vyšehrad, prostranství bylo v souvislosti s výstavbou paláce přestavěno a doplněno o nová umělecká díla. 
Ke slavnostnímu otevření došlo 2. dubna za účasti prezidenta ČSSR Gustáva Husáka. Budova nikdy nebyla příliš oblíbena veřejností. Náklady na výstavbu dosahovaly ve své době 2,5 miliardy Kčs. Tehdejší komunistický režim se o ní nicméně vyjadřoval v superlativech. Byla přirovnávána i svým umístěním k pražskému hradu a bývalý předseda pražské organiazce KSČ při slavnostním otevření tvrdil, že se jedná o objekt, jichž je „málo ve světě i v Evropě“.
Prohlédnout si nově dokončenou budovu v rámci dne otevřených dveří si nechalo okolo sta tisíc Pražanů.
V roce 1981 byla odhalena před Palácem kultury směrem k centru na kamenném podstavci bronzová socha s názvem „Radostný den“ od sochaře Jana Hány (1927–1994). Šlo o sochu matky s dcerou, které se s květy v rukou radují ze života. Po sametové revoluci byla tato socha odstraněna, přestože neměla žádný politický podtext a dodnes zde po ní zbyl jen podstavec.
V roce 1987 se zde uskutečnil festival rockových kapel s názvem Rockfest.
K paláci byl později přibudován jako ubytovací zařízení hotel Forum (později Corinthia Tower).
V prosinci 1989 zde proběhla jednání o složení první polistopadové vlády Československa.

### Památková ochrana
Palác, který byl dokončen roku 1981, byl na základě rozhodnutí odboru kultury NVP z 31. května 1982 čj. kult/5-1420/81 vzápětí zapsán jako kulturní památka. Památková ochrana byla zrušena k 6. květnu 1991.

### Změna využití v nové době

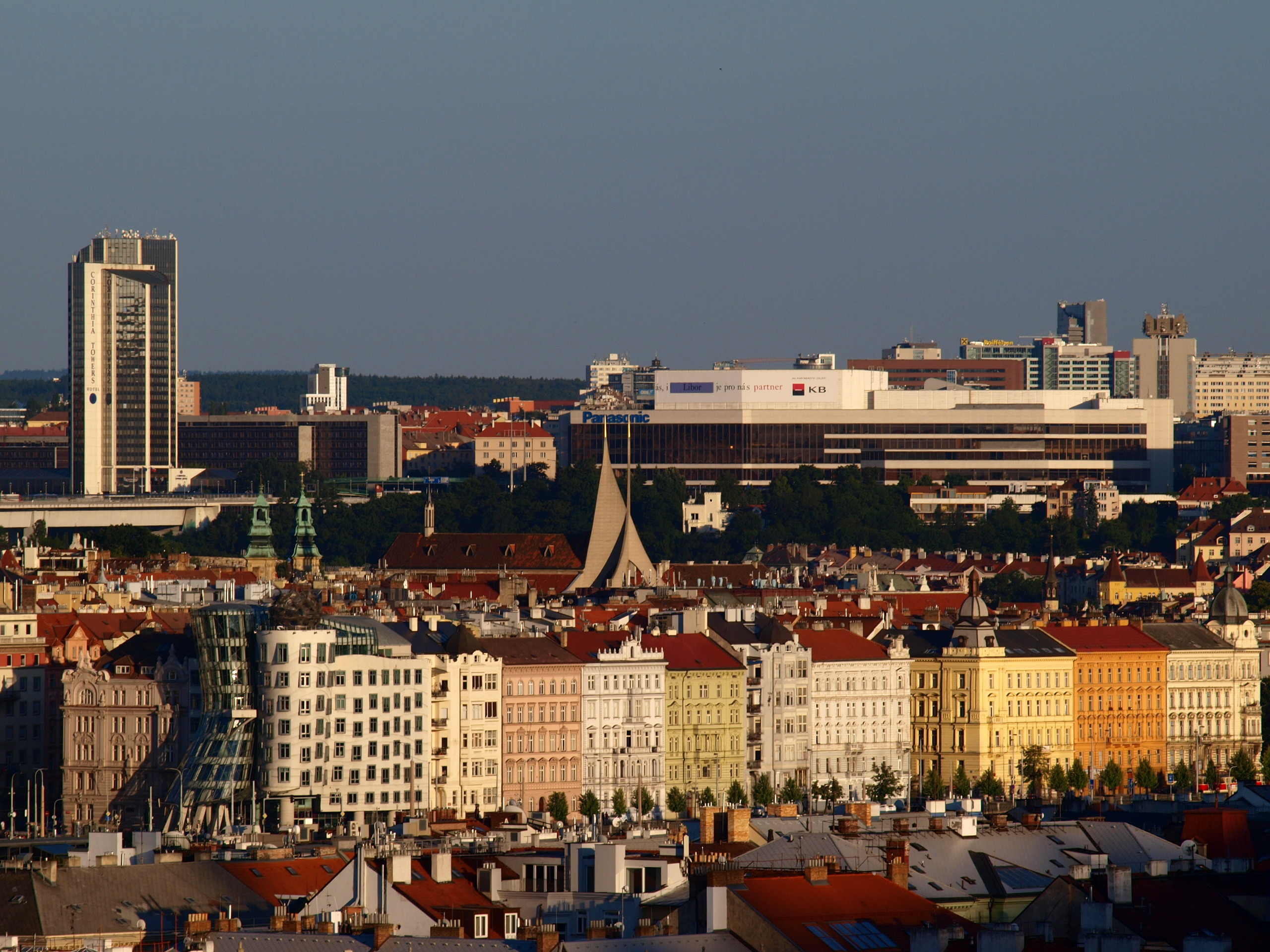
Panoramatický pohled z Pražského hradu, kde je Kongresové centrum vidět ve střední pravé části snímku. V popředí Rašínovo nábřeží s Tančícím domem, uprostřed Emauzský klášter a zcela vzadu silueta Kunratického lesa, vlevo je vidět hotel Corinthia Hotel Prague a část Nuselského mostu

Přestože objekt byl vybudován pro pořádání sjezdů KSČ v moderním prostředí a za přítomnosti co největšího počtu svých zástupců, s politickými změnami ztratil svůj význam. Nové politické strany z důvodu spjatosti budovy s předchozím režimem odmítaly objekt využívat pro vlastní kongresy a sjezdy.[zdroj?] Vyvstala tak otázka, co s tak velkou budovou a jak ji využít. Objevovaly se názory, že by palác měl být zbourán. Jako možné se stalo pořádání celosvětově významných akcí. Palác byl jako subjekt nicméně dlouhodobě v červených číslech.
Budova byla v roce 1995 přejmenována na Kongresové centrum. V letech 1998–2000 proběhla generální rekonstrukce a dostavba. Její cena dosahovala tří miliard korun. Konala se také kvůli chystanému 55. zasedání Mezinárodního měnového fondu a Světové banky, které se uskutečnílo v září 2000.
V roce 2014 odkoupil český stát 55 % KCP, čímž se stal většinovým vlastníkem, zbavil tím také budovu dluhu více než 2 miliard Kč z rekonstrukce z let 1998 až 2000. Předtím vlastnila KCP pouze Praha, která také mezi roky kvůli rekonstrukci a odstranění vnitřního dluhu navýšila základní jmění firmy o 800 milionů korun.
Pořádaly se zde také prezidentské debaty před prezidentskými volbami v roce 2018.

### Rekonstrukce a rozšíření
V letech 2016 až 2017 proběhla rekonstrukce tentokrát interiérů budovy. Byly např. také položeny nové koberce, postaveny nové záchody a kongresové centrum získalo novou vizuální identitu. V témže roce se stalo osmým světově nejoblíbenějším centrem svého typu na světě. V souvislosti s chystanými přestavbami se začaly objevovat hlasy, vyzývající k ochraně původního vyznění stavby, a to jak zvenku, tak i zevnitř.
V prosinci 2016 vypsalo Kongresové centrum Praha architektonickou soutěž na dostavbu a rozšíření výstavní ploch, rekonstrukci přilehlého Pankráckého náměstí. Důvodem byla skutečnost, že pro pořádání těch největších akcí světového významu kapacita i tak velkého objektu v řadě směrů nedostačuje. Výsledky byly představeny na podzim 2017, soutěž vyhrál španělský architektonický ateliér OCA, celkem bylo k dispozici 76 návrhů. Kongresové centrum získá menší konferenční i výstavní prostory, mělo se rekonstruovat také prostranství jižně od KCP. Snížit se měla také značná energetická náročnost budovy a vyměnit se měla celá řada zastaralých technologií z doby, kdy byl objekt postaven. Dostavba se předpokládala v ceně 300 až 600 milionů korun, k zahájení výstavby mělo podle původního plánu dojít kolem roku 2020.
V roce 2023 byla výstavba nové multifunkční haly při budově Kongresového centra připravená a zbývala jen dohoda mezi hlavním městem Prahou a Ministerstvem financí České republiky. Diskutována byla rovněž i směna majetkových podílů mezi oběma subjekty.

## Významné události

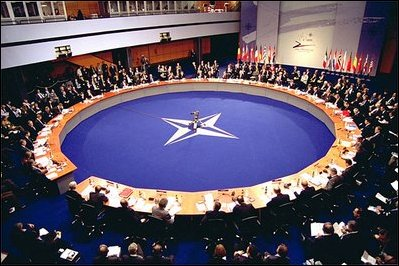
Summit NATO se v roce 2002 konal v KCP

- dva sjezdy Komunistické strany Československa – XVI. (1981) a XVII. (1986)
- 1984 – Koncert Eltona Johna
- 1995 – Koncert Boba Dylana
- září 2000 – 55. zasedání Mezinárodního měnového fondu a Světové banky[17]
- 2002 – summit Severoatlantické aliance (NATO)
- Astronomický kongres 2006 – padlo zde, mimo jiné, rozhodnutí, že Pluto již nadále nesplňuje definici planety
- 16. 12. 2010 – Koncert Bonnie Tyler
- 18. 2. 2012 – Sting BACK TO BASS TOUR koncert
- 23.-26. 3. 2017 – West side story – nejslavnější muzikál všech dob
- 10. 6. 2017 – Koncert The Beach Boys
- 25. 10. 2017 a 10.-11. 12. 2023 – Koncert Mireille Mathieu
- 2018: Kongres FEBS
- Neformální zasedání Rad EU při příležitosti předsednictví České republiky v Radě[18]
- 2023: 20. mezinárodní kongres Fonetické vědy (ICPhS)
- 27. 1. 2024 – International Festival Ballet – největší LABUTÍ JEZERO na světě
- 27. 6. 2024 – Dance World Cup

## Lokalita pro natáčení filmů
Kromě využití pro kongresové akce místní prostory využívají také ať už domácí, či zahraniční filmové štáby. Natáčely se zde např. záběry, které se měly odehrávat v letištní hale, neboť některé části paláce s takovým objektem mají jistou podobnost. Oblíbené je využití jednacích sálů pro scény, kde se dělají politická nebo vojenská rozhodnutí v akčních a dramatických filmech. Byly využit např. v seriálu Whiskey Cavalier, 